# جون هيل هيويت
جون هيل هيويت (بالإنجليزية: John Hill Hewitt)‏ هو صحفي وملحن وكاتب أغاني ومدرس ومؤلف وكاتب أمريكي، ولد في 11 يوليو 1801 في نيويورك في الولايات المتحدة، وتوفي في 7 أكتوبر 1890 في بوسطن في الولايات المتحدة.

## وصلات خارجية
- جون هيل هيويت على موقع IMDb (الإنجليزية)
- جون هيل هيويت على موقع ميوزك برينز (الإنجليزية)
- جون هيل هيويت على موقع إن إن دي بي (الإنجليزية)
- جون هيل هيويت على موقع أول ميوزيك (الإنجليزية)
- جون هيل هيويت على موقع ديسكوغز (الإنجليزية)